# Andrew Divoff
Andrew Daniel Divoff (* 2. července 1955, San Tomé, Anzoátegui, Venezuela) je venezuelský herec ruského původu. Proslavil se díky roli džina Nathaniela Demeresta ve snímcích Vládce prokletých přání (1997) a Vládce prokletých přání 2 (1999).
Debutoval menší rolí ve filmu Neon Maniacs (1986). Mezi jeho nejslavnější filmy patří Mac a já (1988), Noční směna (1990), Dalších 48 hodin (1990), Hon na ponorku (1990), Nebezpečná hra na vojáky (1991), Nejvyšší spravedlnost (1993), Mizera (1994), XTRO 3 (1995), Cizinka (1995), Adrenalin: Předběhni smrt (1996), Air Force One (1997), Přežít kriminál (2000), Faust: Smlouva s ďáblem (2000), Hledáme Ydol (2006), The Rage (2007), Indiana Jones a království křišťálové lebky (2008), Vládce kouzel (2009) a Mstitel bezpráví 2 (2014).
Objevil se též v mnoha seriálech, jako např. Pásmo soumraku, A-team, MacGyver, Highlander, Walker, Texas Ranger, JAG, Ztraceni, Černá listina, Zákon a pořádek: Útvar pro zvláštní oběti, Agresivní virus, Dokonalý podraz či Kriminálka Miami.